# Domusnovas
Domusnovas  es un municipio de Italia de 6.489 habitantes en la provincia de Cerdeña del Sur, región de Cerdeña.
Está ubicado en la subregión de Sulcis-Iglesiente, en el valle del río Cixerri, sobre la ladera del monte Marganai. Su origen se remonta probablemente al siglo XII. La economía está basada principalmente en la agricultura, y aunque los yacimientos mineros han tenido un fuerte impacto en el pasado, actualmente se encuentran abandonados.

## Lugares de interés
- Iglesia de Santa Bárbara.
- Iglesia parroquial de Santa Maria Assunta, situada en la plaza Matteotti, de estilo neorománico.
- Complejo nurágico "Sa Domu e S'Orku".

## Galería fotográfica

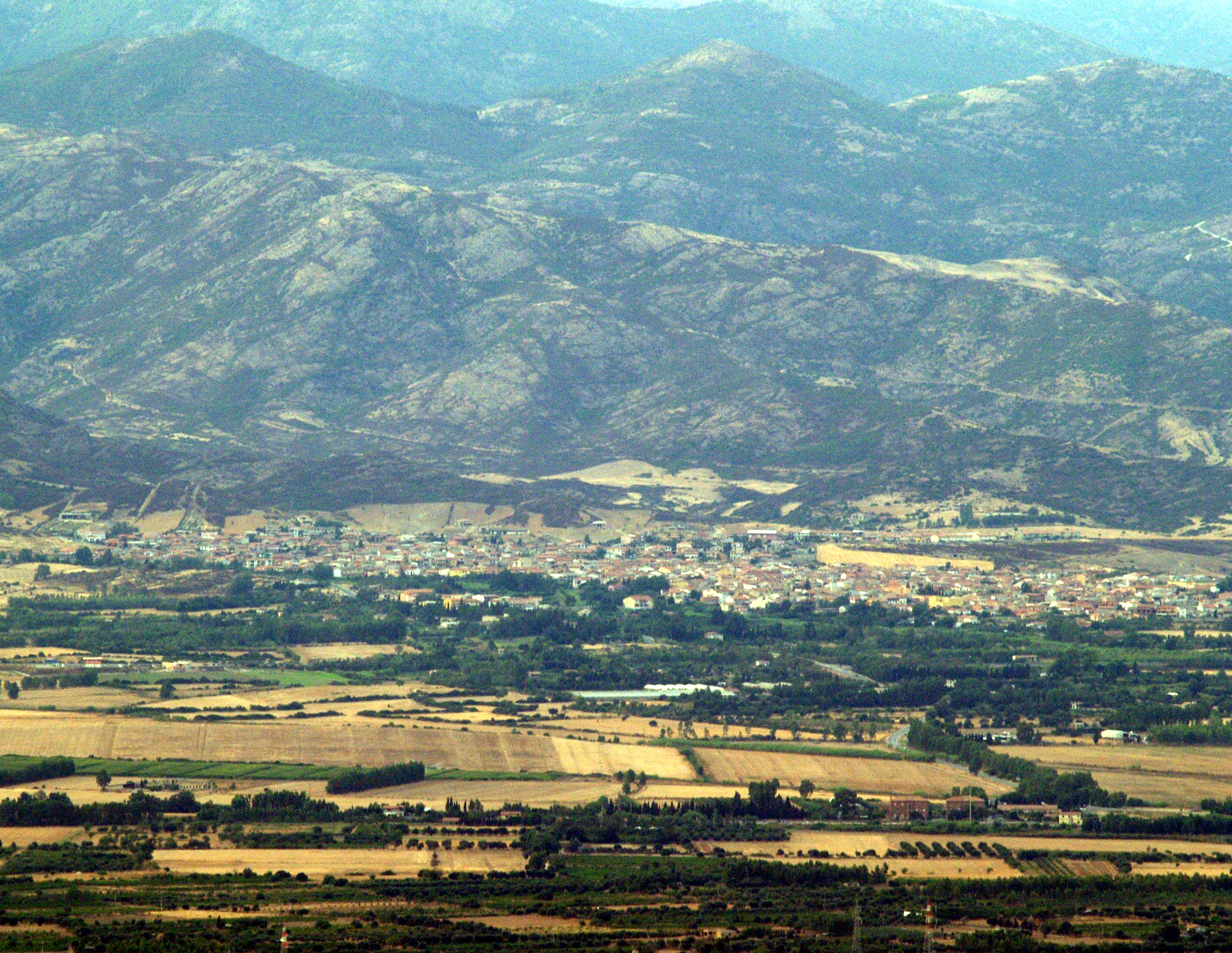
Domusnovas.
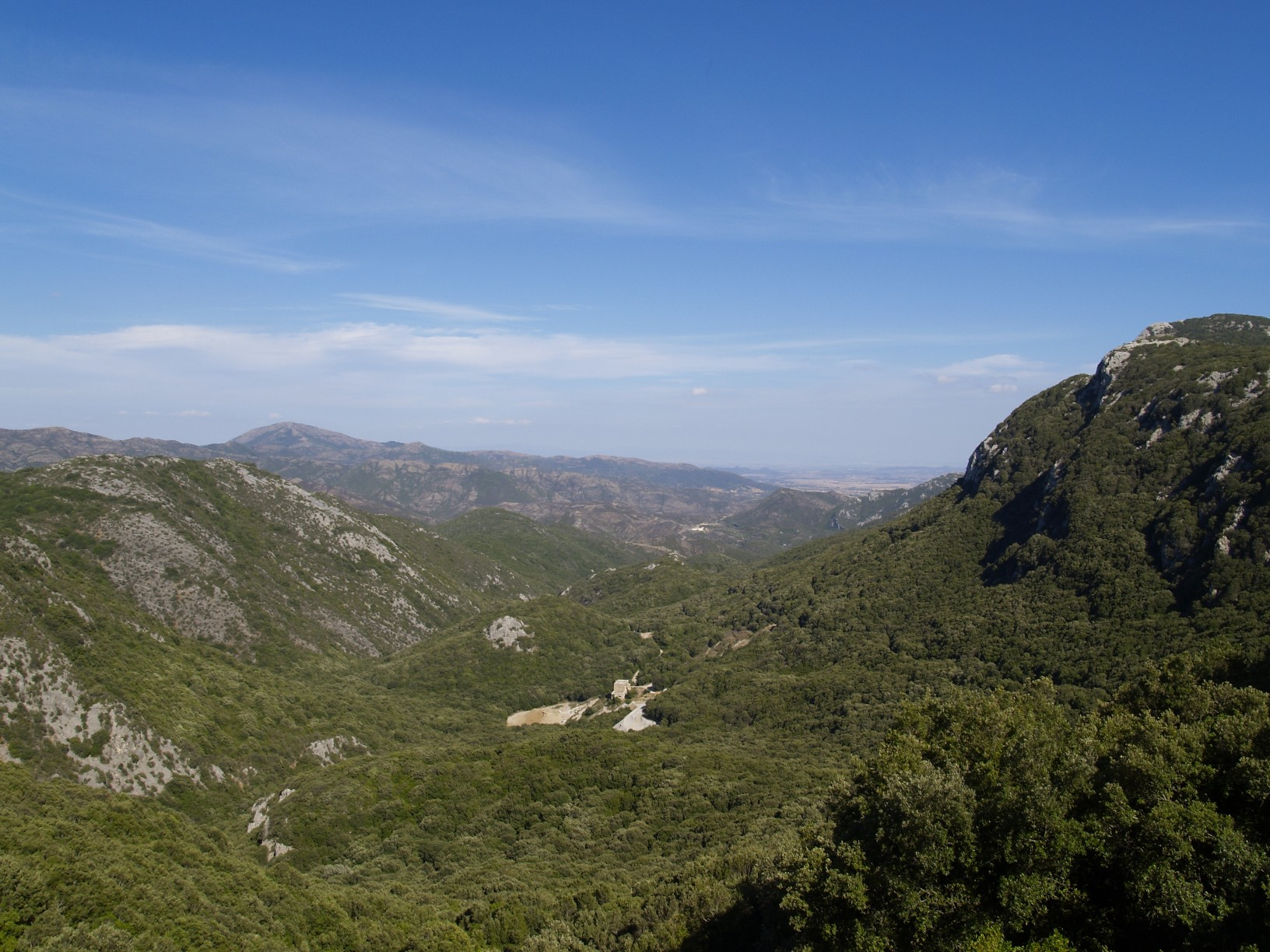
Valle de Oridda.
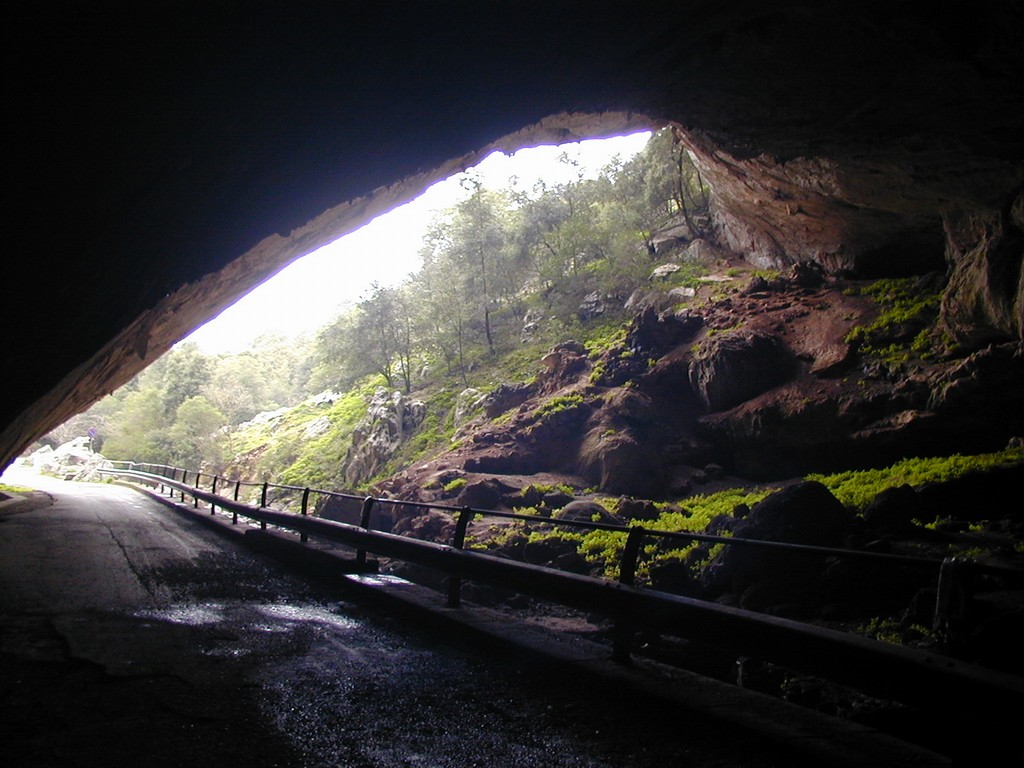
Entrada norte de la Gruta de San Giovanni.

## Evolución demográfica
| Gráfica de evolución demográfica de Domusnovas entre 1861 y 2001 |
|                                                                  |
| Fuente ISTAT - Elaboración gráfica de Wikipedia                  |